# 薩爾加
薩爾加（英語：Salgar）是哥倫比亞的城鎮，位於該國北部，由安蒂奧基亞省負責管轄，距離首府麥德林101公里，始建於1880年，面積418平方公里，海拔高度1,250米，2002年人口18,110。
6°00′N 76°00′W / 6.000°N 76.000°W